# Klaus Dienelt
Klaus Dienelt (* 11. August 1964 in Kaufbeuren) ist ein deutscher Jurist.
Dienelt wurde am 4. Juli 2023 zum Vorsitzenden Richter am Hessischen Verwaltungsgerichtshof ernannt. Er wurde dem 3. Senat zugewiesen, der seit dem 1. Januar 2025 neben dem Staatsangehörigenrecht für nahezu das gesamte Ausländerrecht zuständig ist.

## Werdegang
Klaus Dienelt war seit 1993 Richter am Verwaltungsgericht Darmstadt und dort hauptsächlich mit ausländer- und asylrechtlichen Sachen befasst. Von 2006 bis 2008 war er als abgeordneter Richter wissenschaftlicher Mitarbeiter beim 10. Senat des Bundesverwaltungsgerichts, der u. a. für ausländer- und asylrechtliche Streitigkeiten zuständig ist. Im Juni 2015 wurde er zum Vorsitzenden Richter ernannt und übernahm den Vorsitz der auch für das Ausländerrecht zuständigen 5. Kammer am Verwaltungsgericht Darmstadt.
Er wurde im Jahr 2004 zum Thema Freizügigkeit nach der EU-Osterweiterung promoviert. Dienelt ist Betreiber des in Fachkreisen anerkannten Portals für Ausländerrecht und Migrationsrecht migrationsrecht.net, Mitautor der dortigen Online-Kommentare zum Ausländerrecht und ist als Mitherausgeber verantwortlich für Teile des verbreiteten deutschen Gesetzeskommentars zum Ausländerrecht, dem Bergmann/Dienelt. Er ist Verfasser zahlreicher Beiträge in Fachzeitschriften und weiteren ausländerrechtlichen Sammelwerken. Dienelt ist Mitglied des wissenschaftlichen Beirats der Zeitschrift für Ausländerrecht und Ausländerpolitik.
Als Sachverständiger ist er zu ausländerrechtlichen Gesetzgebungsvorhaben vom Innenausschuss des Deutschen Bundestages angehört worden.

## Veröffentlichungen (Auswahl)
- Monografien:
  - Aktuelle Fragen zum Aufenthaltsrecht türkischer Staatsangehöriger. Luchterhand, 2001
  - Freizügigkeit nach der EU-Osterweiterung. Beck, München 2004 (Dissertation)
- Mitherausgeber und Beiträge in Sammelwerken:
  - Ausländerrecht für die anwaltliche Praxis. hrsg. von Klaus Dienelt und Wolfram Molitor, Luchterhand, 2000 (und Ergänzungslieferungen)
  - Ausländerrecht. Kommentar, Verlag C. H. Beck, München, zusammen mit Jan Bergmann Mitherausgeber seit der 9. Auflage (2011)
  - in: Roland Fritz / Jürgen Vormeier (Hrsg.): Gemeinschaftskommentar zum Asylverfahrensgesetz (GK-AsylVfG). Loseblattwerke Luchterhand, ISBN 978-3-472-30210-0: Bearbeiter zu § 30 AsylVfG
  - in: Roland Fritz / Jürgen Vormeier (Hrsg.): Gemeinschaftskommentar zum Ausländerrecht (GK-AuslR). Loseblattwerke Luchterhand, ISBN 978-3-472-30220-9: Bearbeiter zu § 30 AuslG